# 海因里希·朔姆布尔克
海因里希·朔姆布尔克（德語：Heinrich Schomburgk，1885年6月23日—1965年3月26日），德国男子网球运动员。他曾代表德国参加1908年和1912年夏季奥林匹克运动会网球比赛，其中1912年奥运会获得一枚金牌。